# Kernia nitida
Kernia nitida är en svampart som först beskrevs av Pier Andrea Saccardo, och fick sitt nu gällande namn av Nieuwl. 1916. Kernia nitida ingår i släktet Kernia och familjen Microascaceae.  Arten är reproducerande i Sverige. Inga underarter finns listade i Catalogue of Life.